# Saitis magniceps
Espèce
Synonymes
- Therosa magniceps Keyserling, 1882

Saitis magniceps est une espèce d'araignées aranéomorphes de la famille des Salticidae.

## Distribution
Cette espèce est endémique du Queensland en Australie. Elle se rencontre vers le cap York.

## Description
La femelle subadulte holotype mesure 6,2 mm.

## Publication originale
- Keyserling, 1882 : Die Arachniden Australiens. Nürnberg, vol. 1, p. 1325-1420 (texte intégral).